# Leonard (Teksas)
Leonard – miasto w Stanach Zjednoczonych, w stanie Teksas, w hrabstwie Fannin.